# Familia Veil-Picard

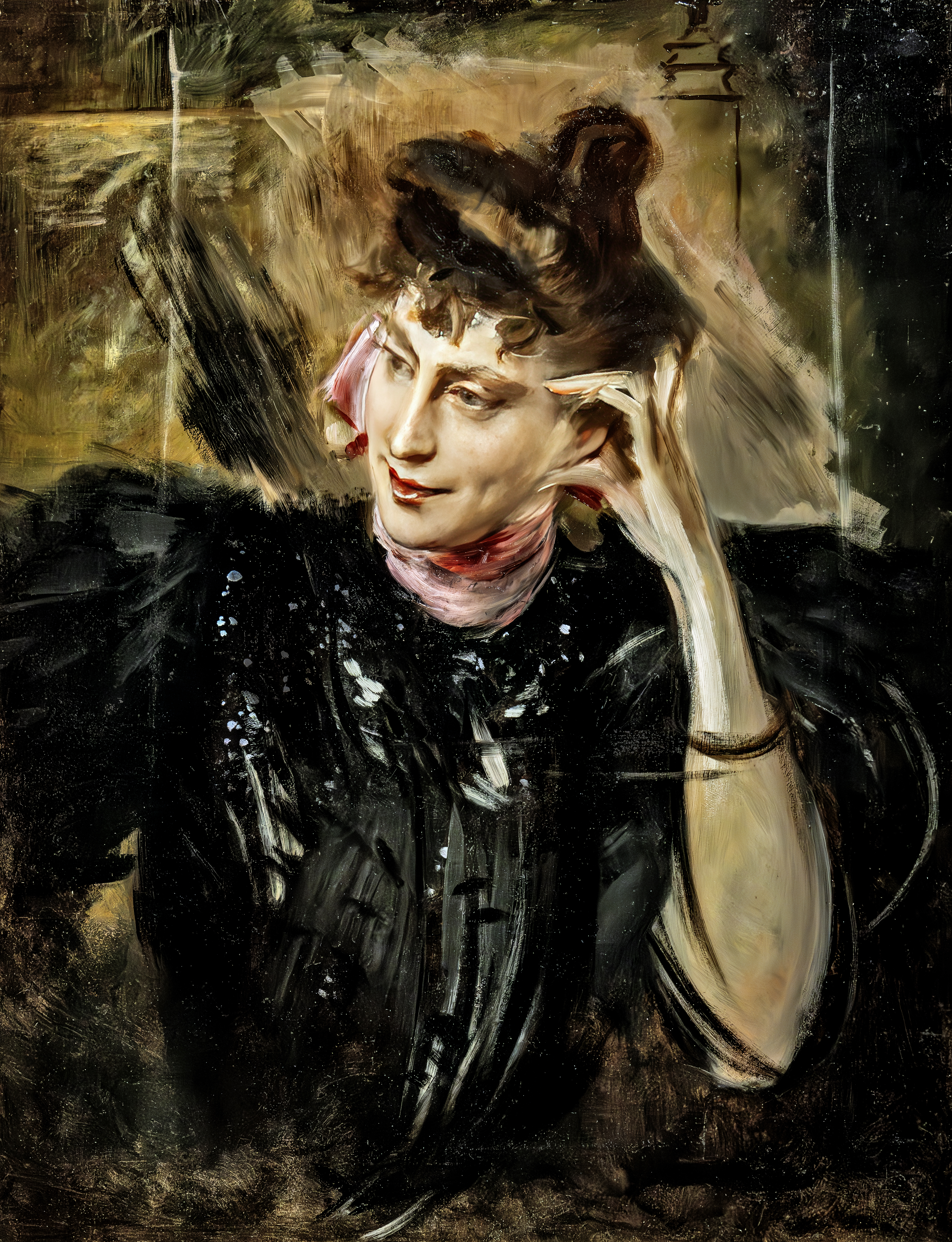
Madame Veil-Picard de Giovanni Boldini, 1896.

La familia Veil-Picard es una familia judía, originaria del Alto Rin. El abuelo Aarón Veil, nacido el 5 de mayo de 1794 en Oberhagental, se instaló en Besanzón donde ejerció el oficio de banquero y se casó en 1823 con Pauline Hauser-Picard. Falleció el 20 de octubre de 1868. 
La familia Veil-Picard tuvo varios mecenas y filántropos, el más famoso fue Adolphe Veil-Picard (1824-1877), hijo de Aarón, miembro del Consistorio israelita de Lyon y benefactor de la ciudad de Besanzón. En particular, fue él quien, con una donación de 200.000 francos, contribuyó a la financiación de la renovación del muelle de Arènes (situado en el margen derecho del Doubs) completado en 1878. Este muelle fue nombrado "Veil-Picard" en 1879.
En 1924, el escultor Alfred Boucher erigió un monumento en el paseo Granvelle de Besanzón en su memoria.
La puerta del portal de la sinagoga tiene una placa con la inscripción "puerta dada por el Sr. A. VEIL-PICARD en memoria de su padre 1869".
En 1888, los banqueros Arthur-Georges y Edmond-Charles Veil-Picard compraron la destilería del mismo nombre a Louis Alfred Pernod. Se mantiene su nombre original "Pernod fils" en la actualidad.
El nombre de Veil-Picard también se asocia con la historia de las carreras de caballos (célebres establos). También es famoso por su colección de arte.
Bajo la ocupación alemana los bienes de la familia fueron incautados por el Einsatzstab Reichsleiter Rosenberg.